# Leopold Reibnitz
Leopold Reibnitz herbu Reybnitz – generał adiutant Buławy Wielkiej Litewskiej najdalej do 1777 roku, członek konfederacji słuckiej w 1767 roku.